# Rappresentanze diplomatiche del Paraguay
     Paraguay
     Ambasciata
     Consolato generale

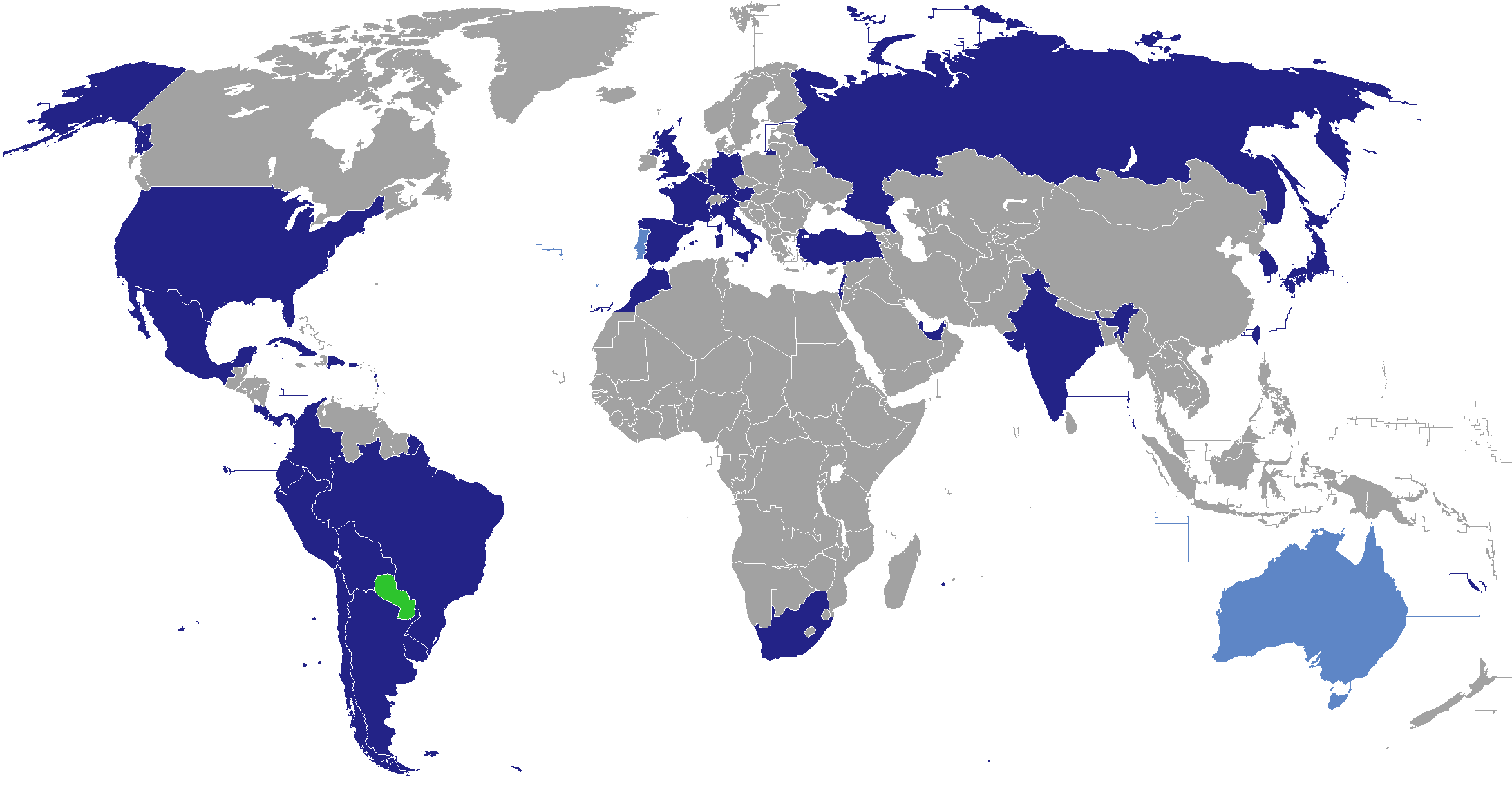
Mappa delle rappresentanze diplomatiche del Paraguay
Paraguay
Ambasciata
Consolato generale

Il Paraguay è l'unico paese del Sud America che mantiene un'ambasciata in Taipei invece di Pechino. Qui di seguito è le Ambasciate, Consolati generali, i consolati e rappresentanze permanenti di Paraguay:

## Europa
- Austria
  - Vienna (Ambasciata)
- Belgio
  - Bruxelles (Ambasciata)
- Città del Vaticano
  - Roma (Rappresentanze permanenti)
- Francia
  - Parigi (Ambasciata)
- Germania
  - Berlino (Ambasciata)
- Italia
  - Roma (Ambasciata)
- Portogallo
  - Lisbona (Ambasciata)
- Regno Unito
  - Londra (Ambasciata)
- Russia
  - Mosca (Ambasciata)
- Spagna
  - Madrid (Ambasciata)
  - Barcellona (Consolato generale)
  - Malaga (Consolato)

## America
- Argentina
  - Buenos Aires (Ambasciata)
  - Clorinda (Consolato)
  - Córdoba (Consolato)
  - Corrientes (Consolato)
  - Formosa (Consolato)
  - Posadas (Consolato)
  - Puerto Iguazú (Consolato)
  - Resistencia (Consolato)
  - Rosario (Consolato)
- Bolivia
  - La Paz (Ambasciata)

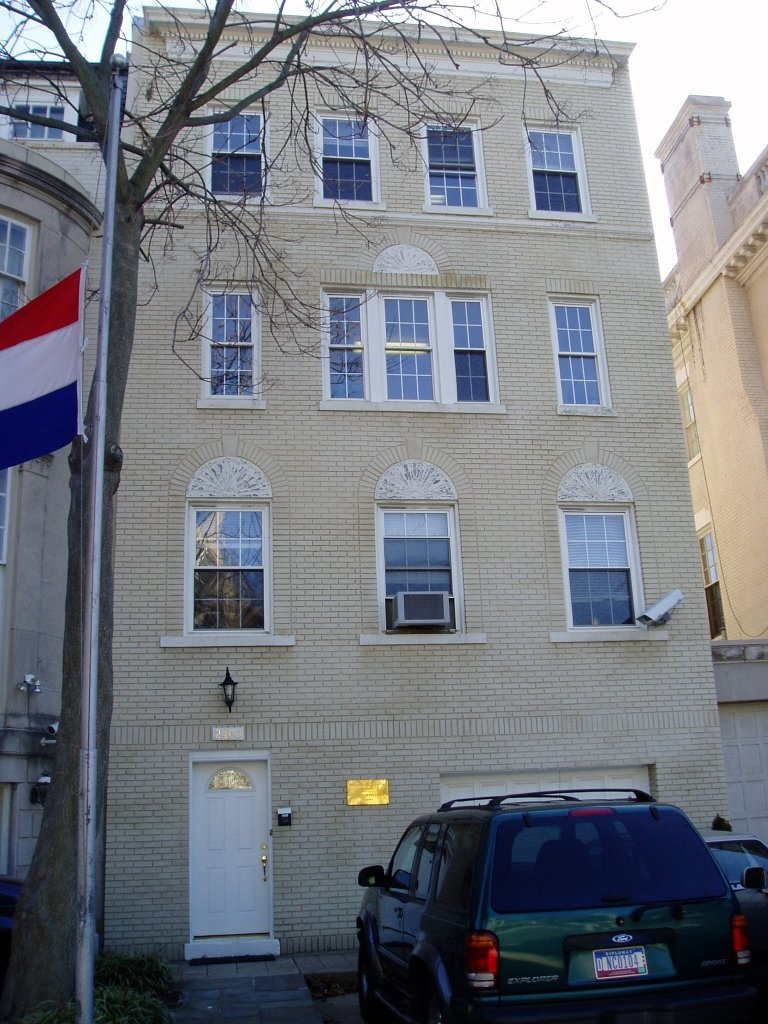
Ambasciata del Paraguay a Washington

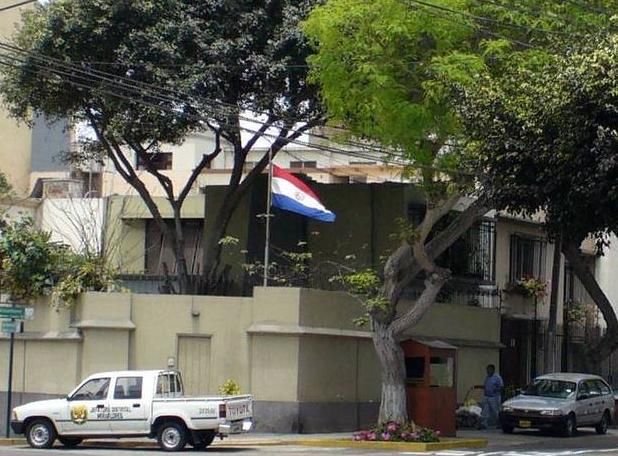
Ambasciata del Paraguay a Lima

  - Santa Cruz de la Sierra (Consolato generale)
  - Villamontes (Consolato)
- Brasile
  - Brasilia (Ambasciata)
  - Curitiba (Consolato generale)
  - Rio de Janeiro (Consolato generale)
  - San Paolo (Consolato generale)
  - Campo Grande (Consolato)
  - Foz do Iguaçu (Consolato)
  - Guaíra (Consolato)
  - Paranaguá (Consolato)
  - Ponta Porã (Consolato)
  - Porto Alegre (Consolato)
  - Santos (Consolato)
- Canada
  - Ottawa (Ambasciata)
- Cile
  - Santiago del Cile (Ambasciata)
  - Iquique (Consolato)
- Colombia
  - Bogotà (Ambasciata)
- Costa Rica
  - San José (Ambasciata)
- Cuba
  - L'Avana (Ambasciata)
- Ecuador
  - Quito (Ambasciata)
- Messico
  - Città del Messico (Ambasciata)
- Panama
  - Panama (Ambasciata)
- Perù
  - Lima (Ambasciata)
- Stati Uniti
  - Washington (Ambasciata)
  - Los Angeles (Consolato generale)
  - Miami (Consolato generale)
  - New York (Consolato generale)
- Uruguay
  - Montevideo (Ambasciata)

## Africa
- Egitto
  - Il Cairo (Ambasciata)
- Marocco
  - Rabat (Ambasciata)
- Sudafrica
  - Pretoria (Ambasciata)

## Asia
- Corea del Sud
  - Seul (Ambasciata)
- Giappone
  - Tokyo (Ambasciata)
- India
  - Nuova Delhi (Ambasciata)
- Indonesia
  - Giacarta (Ambasciata)
- Libano
  - Beirut (Ambasciata)
- Taiwan
  - Taipei (Ambasciata)

## Oceania
- Australia
  - Melbourne (Consolato generale)

## Organizzazioni multilaterali
- Bruxelles (Rappresentanza permanente presso l'Unione europea)
- Ginevra (Rappresentanza permanente presso le Nazioni Unite e altre organizzazioni internazionali)
- Vienna (Rappresentanza permanente presso l'ALADI e il MERCOSUR
- New York (Rappresentanza permanente presso le Nazioni Unite)
- Parigi (Rappresentanza permanente presso l'UNESCO)
- Roma (Rappresentanza permanente presso la FAO)
- Vienna (Rappresentanza permanente presso le Nazioni Unite e altre organizzazioni internazionali)
- Washington (Rappresentanza permanente presso l'OEA)